# 慎ジュンホ
慎 ジュンホ（シン・ジュンホ、愼重扈、朝: 신중호, 英: Shin Jungho, 1972年2月25日 - ）は、韓国の実業家。Lineヤフー代表取締役CPO（Chief Product Officer）。LINE Plus Corporation取締役CWO（Chief web officer）。2023年時点での日本の上場企業役員報酬ランキングで最高額（約43億円）の人物。

## 来歴
「リトル李海珍」「LINEの父」とも称される。1996年に韓国科学技術院（KAIST）大学院電算学科修士を卒業。大学院ではAIや検索技術を研究していた。
もともと韓国で独立系の検索のスタートアップ「チョンヌン（初雪）」を立ち上げていたが、2006年に「チョンヌン」がNAVERに買収され、韓国で1年間プロジェクトを担当した後、2008年5月に来日。その後、いくつかの重役を歴任し、現職。

## 人物
来日した当時は日本語がまったく分からなかったが、日本の顧客を理解するべくネイバージャパン（現・LINE）の社内公用語を日本語にしたため、日本語を一から学んだ。
人見知りでインタビューが苦手なため、代表取締役就任以前はメディアに露出する機会はほとんどなかった。
役員報酬額は43億3500万円(2022年3月期時点）であり、歴代役員報酬額で1位となっている。

## 略歴
- 1994年 - 韓国科学技術院電算学科卒業
- 1996年 - 韓国科学技術院大学院電算学科修士卒業
- 1996年2月 - 研究開発情報センター入所
- 1999年7月 - OZ Technology,Inc.入社
- 2002年4月 - Neowiz Games Corporation入社
- 2005年6月 - 株式会社1noon（現・NAVER Corporation）入社
- 2008年7月 - ネイバージャパン（現・Aホールディングス）株式会社企画本部長
- 2008年12月 - 同社役員企画本部長
- 2012年1月 - LINE（現・Aホールディングス）株式会社取締役
- 2013年3月 - LINE Plus Corporation代表取締役
- 2014年4月 - LINE（現・Aホールディングス）株式会社取締役CGO
- 2018年4月 - 同社取締役CSO
- 2019年2月 - 同社取締役CWO
- 2019年4月 - 同社代表取締役CWO
- 2021年2月 - LINE（旧・LINE分割準備）株式会社代表取締役CWO（現任）
- 2021年3月 - Zホールディングス株式会社取締役 GCPO（現任）